# Josef Mauler von Elisenau
Josef Mauler von Elisenau (německy Joseph Mauler Ritter von Elisenau) (12. května 1852 Milán – 24. února 1916 Kyjev) byl rakousko-uherský admirál. Jako absolvent námořní akademie sloužil u c. k. námořnictva od roku 1868, zúčastnil se různých válečných konfliktů a absolvoval několik cest kolem světa. Později působil v námořní administraci a aktivní službu završil jako velitel arzenálu v Pule. V roce 1909 byl penzionován a získal hodnost viceadmirála (1910). Na soukromé cestě do Ruska byl na začátku první světové války zatčen pro podezření ze špionáže a zemřel jako válečný zajatec v Kyjevě.

## Biografie

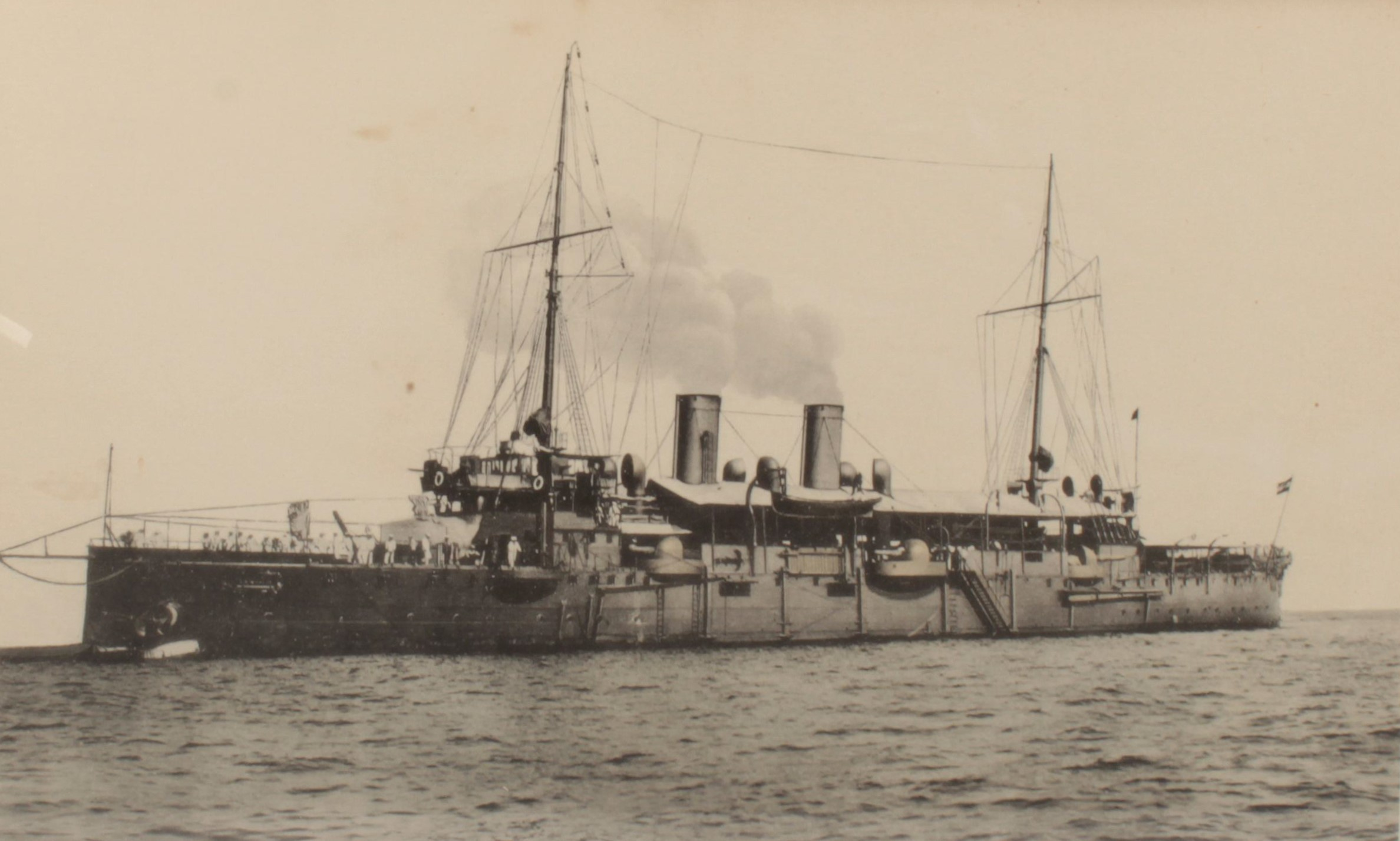
SMS Kaiserin Elisabeth, vlajková loď Josefa Maulera během boxerského povstání v Číně (1900–1901)

Pocházel z rodiny s tradiční službou v armádě, jeho otcem byl c. k. plukovník Sabinus Mauler von Elisenau (1809–1861). Po reálce v Benátkách studoval v letech 1864–1868 na C. k. námořní akademii v Rijece a jako kadet nastoupil v roce 1868 k námořnictvu. Na fregatě SMS Erzherzog Ferdinand Max se plavil po Jaderském moři a poté ještě prošel kurzem na výcvikové lodi SMS Adria. V roce 1872 získal hodnost praporčíka a kromě služby na různých lodích působil také u arzenálu v Pule nebo u oblastního námořního velitelství v Terstu. V roce 1880 byl povýšen na poručíka II. třídy a v roce 1882 se zúčastnil potlačení povstání v Dalmácii. Jako poručík I. třídy (1884) sloužil u pevnostního velitelství v Pule a u oblastního námořního velitelství v Zadaru. Na korvetě SMS Zrínyi absolvoval cestu kolem světa (1889–1890). 
V roce 1893 byl povýšen na korvetního kapitána a byl prvním důstojníkem na obrněné lodi SMS Tegetthoff. Jako velitel dělového člunu SMS Albatros vedl expedici do oblasti Melanésie (1895–1898). Tato výprava sledovala vědecké i ekonomické cíle, při pokusech o objevení nalezišť drahých kovů na Šalamounových ostrovech došlo ke konfliktům s domorodci a smrti několika rakouských námořníků. Během expedice byl Mauler k datu 1. května 1896 povýšen do hodnosti fregatního kapitána. Po návratu z Tichomoří působil u Námořního technického výboru a v letech 1900–1901 se jako velitel křižníku SMS Kaiserin Elisabeth zúčastnil mezinárodních operací v Číně proti boxerskému povstání. V roce 1900 byl jmenován kapitánem řadové lodi a v letech 1901–1903 byl velitelem v Castelnuovu (dnešní Herceg Novi v Černé Hoře.
V roce 1903 byl přidělen ke sborovému námořnímu velitelství v Pule a s dočasnou hodností komodora se stal velitelem II. bitevní divize. V červnu 1904 byl jmenován velitelem torpédové flotily a k datu 1. listopadu 1904 získal hodnost kontradmirála. V letech 1904–1907 zastával funkci velitele arzenálu v Pule a následně bez bližšího zařazení opět přidělen k námořnímu sborovému velitelství v Pule. K datu 1. ledna 1909 byl ze zdravotních důvodů penzionován a mimo aktivní službu byl o rok později jmenován viceadmirálem (3. ledna 1910).
Po odchodu do výslužby se nadále angažoval ve veřejném životě mimo jiné jako člen Rakouské společnosti pro podporu lodní dopravy (Österreichischer Flottenverein). Po vypuknutí první světové války se v srpnu 1914 z ne zcela objasněných důvodů vydal na cestu do Ruska, kde byl krátce poté zatčen pro podezření ze špionáže. Byl internován v Kyjevě, kde zemřel v únoru 1916 a je zde také pohřben.
V roce 1903 se oženil s Melanií Purschkovou (1876–1933), dcerou c. k. plukovníka Ferdinanda Purschky a sestrou kontradmirála Ferdinanda Purschky (1870–1940). Z manželství se narodil syn Josef (1913).

## Tituly a ocenění
Od narození byl uživatelem šlechtického titulu rytíř s predikátem von Elisenau, který získal jeho otec v roce 1850 za účast v revolučních bojích v letech 1848–1849. Během služby u námořnictva se stal nositelem několika vysokých vyznamenání.

### Rakousko-Uhersko
- Válečná medaile (1883)
- Služební odznak pro důstojníky III. třídy (1893)
- Jubilejní pamětní medaile (1898)
- Vojenský záslužný kříž (1898)
- Vojenský jubilejní kříž (1908)
- Řád železné koruny III. třídy (1908)

### Zahraničí
- Řád sv. Stanislava II. třídy (1906, Rusko)